# Uczkur
Uczkur – pas szlachty polskiej, wykonany z jedwabiu, służący do podtrzymywania spodni. Najczęściej ozdabiany srebrem lub złotem.